# Cairo (1942)
Cairo is een Amerikaanse muziekfilm uit 1942 onder regie van W.S. Van Dyke.

## Verhaal
De Amerikaanse actrice Marcia Warren bevindt zich in een hotel in Caïro. Ze neemt er de Amerikaan Homer Smith in dienst als haar butler. Homer is in feite een journalist, die vermoedt dat Marcia een spionne is. Uiteindelijk moeten ze samen de plannen van de nazi's dwarsbomen.

## Rolverdeling
| Acteur             | Personage        |
| ------------------ | ---------------- |
| Jeanette MacDonald | Marcia Warren    |
| Robert Young       | Homer Smith      |
| Ethel Waters       | Cleona Jones     |
| Reginald Owen      | Philo Cobson     |
| Grant Mitchel      | O.H.P. Boggs     |
| Lionel Atwill      | Duitse heer      |
| Eduardo Ciannelli  | Ahmed Ben Hassan |
| Mitchell Lewis     | Ludwig           |
| Dooley Wilson      | Hector           |
| Larry Nunn         | Bernie           |
| Dennis Hoey        | Kolonel Woodhue  |
| Mona Barrie        | Mevrouw Morrison |
| Rhys Williams      | Vreemde man      |
| Cecil Cunningham   | Mevrouw Laruga   |
| Harry Worth        | Barman           |
| Frank Richards     | Alfred           |

## Filmmuziek
- Buds Won't Bud
- The Waltz Is Over
- The Moon Looks Down on Cairo
- Les Filles de Cadix
- We Did It Before and We Can Do It Again
- Waiting for the Robert E. Lee
- Keep the Light Burning Bright
- From the Land of the Sky Blue Water
- Avalon